# Bitola
Bitola (makedonsko Битола, grško Μοναστήρι, srbohrvaško Bitolj/Битољ, bolgarsko Битоля, turško Manastır, مناستر) je drugo največje mesto Severne Makedonije, ki leži v jugozahodnem delu države ob vznožju gorovja Baba (najvišji vrh Pelister, 2601 m), Nidže in Kajmakčalan ob reki Dragoru, v središču kotline/nižine Pelagonija, 15 km severno od grške meje in na nadmorski višini okoli 650 m. Mesto leži na stičišču jadranske, egejske in južno-srednjeevropske regije. Še danes je znano tudi kot Mesto konzulov; to poimenovanje se je uveljavilo že v obdobju Osmanskega cesarstva, saj je imelo veliko evropskih držav konzulate prav v Bitoli.
Bitola je eno najstarejših mest Severne Makedonije, ki ga je kot Heraclea Lyncestis, na sredini 4. stoletja pr. n. št., ustanovil Filip II. Makedonski. Mesto je bilo prestolnica osmanske Rumelije od leta 1836 do leta 1867. Bitola je drugo mesto diplomacije v Severni Makedoniji in tudi drugo največje mesto v državi glede na število prebivalcev. V času Kraljevine Srbov, Hrvatov in Slovencev in Jugoslavije je bilo eno od kulturnih centrov države. Bitola je administrativno, kulturno, industrijsko in izobraževalno središče, sedež bitolske občine in južnomakedonske regije ter druge najstarejše makedonske Univerze sv. Klimenta Ohridskega. V Bitoli ima sedež tudi Ohridska nadškofija Makedonske pravoslavne cerkve.
Po zadnji spremembi administrativne razdelitve Makedonije leta 2003 so Občini Bitola pridružene dve podeželski občini Bistrica in Capari.

## Etimologija
Ime Bitola prihaja iz stare cerkvene Slovanščine ѡ҆би́тѣл҄ь (obitěĺь, kar pomeni ''samostan, klošter''), saj se mesto v zgodovini omenja zaradi svojega samostana. Ko se je pomen imena izgubil, je izgubil predpono "o-" Ime Bitola se omenja na bitolskem napisu, ki je povezan s staro mestno trdnjavo med vladavino Gavrila Radomirja Bolgarskega (1014-1015), ko je Bitola služila kot prestolnica Prvega Bolgarskega Cesarstva. Današnje slovanske različice so: makedonsko Bitola (Битола), srbsko Bitolj (Битољ) in bolgarsko Bitolja (Битоля). V bizantinskih časih je bilo ime helenizirano v Voutélion (ουτέλιον) ali Vitólia (ιτώλια), od tod tudi imena Butella, ki ga je uporabil Vilijem iz Tira in Butili, katerega je uporabil arabski geograf al-Idrizi. Aromunsko ime je Bituli.

## Geografija
Bitola leži v jugozahodnem delu Severne Makedonije. Skozi mesto teče reka Dragor. Bitola leži na povprečni nadmorski višini 650 metrov, ob vznožju planine Baba (2601 m). Tu je tudi narodni park Pelister z izvrstno floro in favno, med katerimi je najredkejša vrsta bora, znana kot balkanski bor (pinus peuce). Je tudi lokacija znanega smučišča.
Pokriva površino 1798 km² in s 122.173 prebivalci (štetje 1991) je Bitola pomembno industrijsko, kmetijsko, trgovsko, izobraževalno in kulturno središče. Predstavlja pomembno križišče, ki povezuje Jadransko morje na jugu z Egejskim morjem in srednjo Evropo.
Bitola ima blago celinsko podnebje, značilno za regijo Pelagonije, z zelo toplimi in suhimi poletji ter hladnimi in snežnimi zimami. Klasifikacija podnebja po Köppnu za to podnebje je Cfb, kar bi bilo oceansko podnebje, pri čemer gre za prvotni prag –3 °C (27 °F).

## Zgodovina

### Prazgodovina
V okolici Bitole je več prazgodovinskih arheoloških najdišč. Najzgodnejši dokazi o organiziranih človeških naselbinah so arheološka najdišča iz zgodnjega neolitika, med katerimi sta najpomembnejši tell Veluška Tumba in Bara Tumba pri vasi Porodin, ki sta bili prvič naseljeni okoli leta 6000 pred našim štetjem.  Izkopane naselbine iz bakrene dobe so najdišča Tumba pri vasi Crnobuki, Šuplevec pri vasi Suvodol in Visok Rid pri vasi Bukri. Bronasto dobo predstavljajo ostanki naselbine na Tumbi pri med drugim vasi Kanino in Tumba pri Karamaniju. V 1960-ih so na lokaciji Visoi pri Berancih izkopali obsežen tumulus iz železne dobe, ki vsebuje okoli 50 radialno postavljenih grobov.

### Antika in zgodnje bizantinsko obdobje
Regija Bitola je bila v antiki znana kot Lynkestis, regija, ki je postala del Zgornje Makedonije in so ji vladali pol neodvisni poglavarji do kasnejših argeadskih vladarjev Makedonije. Plemena Lynkestis so bila znana kot Lynkestai. Po Nicholasu Hammondu so bili grško pleme, ki je pripadalo moloski skupini Epira. Na nekropoli Crkvište pri vasi Beranci so pomembni kovinski artefakti iz antičnega obdobja. Na sprednji strani makedonskega bankovca za 10 denarjev, izdanega leta 1996, je upodobljen zlati uhan iz 4. stoletja pred našim štetjem.
Heraclea Lyncestis (starogrško Ἠράκλεια Λυγκηστίς[12] – Herkulovo mesto v deželi risov) je bila pomembna naselbina od helenističnega obdobja do zgodnjega srednjega veka. Sredi 4. stoletja pr. n. št. ga je ustanovil Filip II. Makedonski in ga poimenoval po grškem junaku Herakleju. S svojo strateško lego je postalo uspešno mesto. Rimljani so osvojili ta del Makedonije leta 148 pred našim štetjem in uničili politično moč mesta. Njegov razcvet pa se je nadaljeval predvsem zaradi rimske ceste Via Egnatia, ki je potekala v bližini mesta. V Herakleji je danes mogoče videti številne arheološke spomenike iz rimskega obdobja, vključno s portikom, termami (kopeli), gledališčem. Gledališče je nekoč lahko sprejelo okoli 2500 gledalcev.
V zgodnjem bizantinskem obdobju (4. do 6. stoletje našega štetja) je Herakleja postala pomembno škofovsko središče. Nekateri njegovi škofi so bili omenjeni v aktih prvih ekumenskih koncilov, vključno s škofom Evagrijem iz Herakleje v aktih koncila v Sardiki leta 343. Mestno obzidje, številne zgodnjekrščanske bazilike, škofova rezidenca in razkošen mestni vodnjak so nekateri ostanki tega obdobja. Tla v treh ladjah Velike bazilike so prekrita z mozaiki z zelo bogato cvetlično in figurativno ikonografijo; ti dobro ohranjeni mozaiki pogosto veljajo za enega najboljših primerov zgodnje krščanske umetnosti v regiji. V 4. in 6. stoletju so bila zapisana imena drugih škofov iz Herakleje. Mesto so oplenile ostrogotske sile, ki jim je leta 472 poveljeval Teoderik Veliki in kljub velikemu darilu mestnega škofa je bilo ponovno oplenjeno leta 479. Obnovljeno je bilo v poznem 5. in zgodnjem 6. stoletju. Toda v poznem 6. stoletju je mesto utrpelo zaporedne napade različnih plemen in na koncu so regijo naselila zgodnja slovanska ljudstva. Njegove cesarske stavbe so propadle in mesto je postopoma postalo majhno naselje in kot tako preživelo do približno 11. stoletja našega štetja.

### Srednji vek
V 6. in 7. stoletju je regija okoli Bitole doživela demografski premik, saj se je vse več slovanskih plemen naseljevalo na tem območju. Na mestu zapuščenega gledališča so v tem času zgradili več hiš. Slovani so okoli svoje naselbine zgradili tudi trdnjavo. Bitola je bila del Prvega bolgarskega cesarstva od sredine 8. do zgodnjega 11. stoletja, nato pa je ponovno postala del Bizantinskega cesarstva, nato pa je bila na kratko del Srbskega cesarstva v 14. stoletju. Verjetno je bilo v srednjem veku v mestu in okolici zgrajenih več samostanov in cerkva (od tod tudi njeno drugo ime Manastir).
V 10. stoletju je Bitola prišla pod oblast bolgarskega carja Samuela. V mestu je zgradil grad, ki ga je kasneje uporabljal njegov naslednik Gavril Radomir. Mesto je omenjeno v več srednjeveških virih. Kronika Ivan Skilica iz 11. stoletja omenja, da je cesar Bazilij II. požgal Gavrilov grad v Bitoli, ko je šel skozi in pustošil po Pelagoniji. Druga zlata bula (1019) Bazilija II. omenja, da je bitoljski škof odvisen od Ohridske nadškofije. V času vladavine Samuela je bilo mesto sedež bitolske škofije. V mnogih srednjeveških virih, zlasti zahodnih, je bilo ime Pelagonija sinonim za bitolsko škofijo. Po nekaterih virih je bila Bitola znana kot Herakleja, saj je nekoč Heraklejska škofija kasneje postala Pelagonska metropolitanska škofija. Leta 1015 je carja Gavrila Radomirja ubil njegov bratranec Ivan Vladislav, ki se je nato razglasil za carja in obnovil mestno trdnjavo. V spomin na to priložnost so v trdnjavo postavili kamniti napis, napisan v cirilici; v njem je omenjeno slovansko ime mesta: Bitol.
Med bitko pri Bitoli leta 1015 med bolgarsko vojsko pod poveljstvom vojvode Ivaca Bolgarskega in bizantinsko vojsko, ki jo je vodil strateg Jurij Goniciat, so Bolgari zmagali in bizantinski cesar Bazilij II. se je moral umakniti iz bolgarske prestolnice Ohrid, katere zunanja obzidje so takrat že prebili Bolgari. Nato je Ivan Vladislav prestolnico iz Ohrida preselil v Bitolo, kjer je ponovno postavil trdnjavo. Vendar je bolgarska zmaga le odložila padec Bolgarije pod bizantinsko oblast leta 1018.
Kot vojaško, politično in versko središče je Bitola igrala zelo pomembno vlogo v življenju srednjeveške družbe v regiji pred osmanskim osvajanjem sredi 14. stoletja. Na predvečer osmanskega osvajanja je Bitola (Monastir v osmanski turščini) doživela velik razcvet s svojimi dobro uveljavljenimi trgovskimi povezavami po vsem Balkanskem polotoku, zlasti z velikimi gospodarskimi središči, kot so Konstantinopel, Solun, Ragusa in Trnovo. Iz Bitole so prihajale in odhajale karavane z različnim blagom.

### Osmansko obdobje
- Bitola v 19. stoletju, 	avtor Edward Lear, Univerza Harvard, knjižnica Houghton
- Odbor Četniškega združenja za svobodo
- Grška šola v Bitoli, konec 19. do začetek 20. stoletja
- Sprejem sultana Mehmeda V. Rešada na železniški postaji v Bitoli, 1911
- Manastirski kongres
- Turška vojaška akademija (1909)
- Turška šola
- Tipična neoklasicistična arhitektura iz 19. stoletja

Od leta 1382 do 1912 je bila Bitola del Osmanskega cesarstva, takrat se je imenovala Manastir. Med osmanskim osvajanjem so v bližini mesta potekali hudi boji. Osmanska oblast je bila popolnoma vzpostavljena po smrti princa Marka leta 1395, ko je Osmansko cesarstvo ustanovilo Ohridski sandžak kot del Rumelijskega ejaleta in enega najzgodnejših sandžakov v Evropi. Preden je leta 1395 postala del Otomanskega cesarstva, je bila Bitola del kraljestva princa Marka. Sprva je bilo njegovo glavno mesto Bitola, kasneje pa Ohrid, zato so ga včasih imenovali Monastir in včasih Bitolski sandžak.
Po avstrijsko-osmanskih vojnah sta razvoj trgovine in splošna blaginja mesta upadla. Toda v poznem 19. stoletju je ponovno postalo drugo največje mesto v širši regiji južnega Balkana za Solunom.
Med letoma 1815 in 1822 je mestu vladal albanski Ali Paša kot del Ioaninskega pašaluka.
Med veliko vzhodno krizo (1875–78) je bilo takratno lokalno bolgarsko gibanje poraženo, ko je oborožene bolgarske skupine odvrnila Prizrenska liga, albanska organizacija, ki je nasprotovala bolgarskim geopolitičnim ciljem na območjih, kot je Bitola, ki so vsebovala albansko prebivalstvo. Kakorkoli, aprila 1881 je osmanska vojska zavzela Prizren in zatrla upor lige.
Leta 1874 je Manastır postal središče vilajeta Manastir, ki je vključeval sandžake Debra, Serfidze, Elbasan, Manastır (Bitola), Görice in mesta Kırcaova, Pirlepe, Florina, Kesriye in Grevena.
Bitola, tradicionalno močno trgovsko središče, je bila znana tudi kot mesto konzulov. V zadnjem obdobju osmanske vladavine (1878–1912) je imela Bitola konzulate dvanajstih držav. V istem obdobju so bile v mestu številne prestižne šole, vključno z vojaško akademijo, ki jo je med drugim obiskoval turški reformator Mustafa Kemal Atatürk. Leta 1883 je bilo v Manastiru 19 šol, od tega 11 grških, 5 bolgarskih in 3 romunske. V Bitoli so poleg šol, kjer sta v 19. stoletju cvetela osmanizem in turcizem, odprli tudi šole različnih narodov. Te ustanove, ki so bile zelo učinkovite pri povečevanju stopnje izobrazbe in stopnje pismenosti, so povzročile oblikovanje kroga intelektualcev v Bitoli.[21] Bitola je bila takrat tudi sedež številnih kulturnih organizacij.
Po osmanskem popisu iz leta 1911 je bilo v vilajetu Manastır 350.000 Grkov, 246.000 Makedoncev in 456.000 Muslimanov, vendar je bil osnova osmanskega popisa millet sistem, kjer je bila ljudem dodeljena etnična pripadnost glede na njihovo veroizpoved. Zato so bili vsi sunitski muslimani kategorizirani kot Turki, čeprav so bili mnogi od njih Albanci, medtem ko so bili vsi člani grške pravoslavne cerkve navedeni kot Grki, čeprav so to skupino poleg Aromunov, Slovanov in Tosk Albancev sestavljali Grki, ki jih je bilo ~100.000. Slovansko govoreči so bili razdeljeni med makedonsko večino in majhno srbsko manjšino.
Samo prebivalstvo Bitole je bilo zelo raznoliko. Konec 19. stoletja je štelo kakšnih 50.000. Bilo je okoli 7000 Aromunov, od katerih je večina v celoti sprejela helensko kulturo, nekateri pa so imeli raje romunsko kulturo. Bitola je imela tudi veliko muslimanskega prebivalstva - 11.000 (Turkov, Romov in Albancev) ter 5200 ljudi veliko  judovsko skupnost. Slovansko govoreči so bili razdeljeni med bolgarski eksarhat - 8000 in grški patriarhat - 6300.
Leta 1894 je bil Manastır z vlakom povezan s Solunom. Prvi film, posnet na Balkanu, so leta 1903 v Manastırju posneli aromunski bratje Manakis. V njihovo čast se od leta 1979 v Bitoli odvija letni mednarodni kinematografski filmski festival bratov Manaki.
Novembra 1905 so Bajo Topulli in drugi albanski nacionalisti in intelektualci ustanovili Tajni komite za osvoboditev Albanije, tajno organizacijo, ustanovljeno za boj za osvoboditev Albanije izpod Osmanskega cesarstva. Tri leta pozneje, leta 1908, je bil v mestu Manastirski kongres, ki je standardiziral moderno albansko abecedo. Kongres je potekal v hiši Fehima Zavalanija. Mit'hat Frashëri je bil predsednik kongresa. Udeleženci kongresa so bile vidne osebnosti iz kulturnega in političnega življenja balkanskih območij, naseljenih z Albanci, ter albanska diaspora.

### Ilindenska vstaja
Bitolska regija je bila oporišče Ilindenske vstaje. Vstajo je leta 1903 v Solunu zasnovala Notranja makedonska revolucionarna organizacija (VMRO). Vstaja v bitolski regiji je bila načrtovana v vasi Smilevo maja 1903. Boji so potekali v vaseh Bistrica, Rakovo, Buf, Skočivir, Paralovo, Brod, Novaci, Smilevo, Gjavato, Capari in drugih. Smilevo je branilo 600 upornikov, ki sta jih vodila Dame Gruev in Georgi Sugarev. Bili so poraženi, vasi pa požgane.

### Balkanske vojne
Leta 1912 so se Črna gora, Srbija, Bolgarija in Grčija bojevale proti Osmanom v prvi balkanski vojni. Po zmagi pri Sarantaporu so grške čete napredovale proti Manastiru, vendar so jih Osmani porazili pri Soroviču. Bitka za Manastir (16.–19. november 1912) je vodila do srbske okupacije mesta. Po pogodbi iz Bukarešte iz leta 1913 je bila regija Makedonija razdeljena na tri dele med Grčijo, Srbijo in Bolgarijo. Manastir je pripadel Srbiji in njegovo uradno ime je postalo slovanski toponim Bitola.

### Prva svetovna vojna
Med prvo svetovno vojno je bila Bitola na solunski fronti. Bolgarija, centralna sila, je mesto zavzela 21. novembra 1915, a so ga zavezniške sile ponovno zavzele leta 1916. Bitola je bila razdeljena na francoski, ruski, italijanski in srbski del pod poveljstvom francoskega generala Mauricea Sarraila. Do kapitulacije Bolgarije pozno jeseni 1918 je Bitola ostala mesto na frontni črti in je bila skoraj vsak dan bombardirana z zračnim bombardiranjem in topniškim ognjem in je bila skoraj uničena.

### Medvojno obdobje
Ob koncu prve svetovne vojne je bila Bitola vrnjena Kraljevini Srbiji in posledično leta 1918 postala del Kraljevine Srbov, Hrvatov in Slovencev, ki se je leta 1929 preimenovala v Jugoslavijo. Bitola je postala eno večjih mest v Vardarski banovini.

### Druga svetovna vojna
Med drugo svetovno vojno (1939–45) so mesto prevzeli Nemci (9. aprila 1941) in Bolgari (18. aprila 1941). Toda septembra 1944 je Bolgarija v vojni zamenjala stran in se umaknila iz Jugoslavije. 4. novembra je 7. makedonska osvobodilna brigada po nemškem umiku vstopila v Bitolo. Zgodovinska judovska skupnost sefardskega izvora je živela v mestu do druge svetovne vojne, ko so se nekateri lahko preselili v ZDA in Čile. 11. marca 1943 so Bolgari deportirali veliko večino judovskega prebivalstva (3276 Judov ) v uničevalno taborišče Treblinka. Po koncu vojne je bila v okviru SFR Jugoslavije ustanovljena SR Makedonija. Leta 1945 je bila v Bitoli odprta prva gimnazija (imenovana Josip Broz Tito), ki je uporabljala makedonski jezik.

## Bitola danes
Bitola je gospodarsko in industrijsko središče jugozahodne Severne Makedonije. Veliko največjih podjetij v državi ima sedež v mestu. Kmetijski kombinat Pelagonija je največji pridelovalec hrane v državi. Vodovodni sistem Streževo je največji v Severni Makedoniji in ima najboljše tehnološke zmogljivosti. Tri termoelektrarne REK Bitola proizvedejo skoraj 80% električne energije v državi. Tovarna hladilnikov Frinko je bila vodilno elektro in kovinsko podjetje. Bitola ima tudi pomembne zmogljivosti v tekstilni in prehrambeni industriji.
Bitola je tudi dom trinajstih konzulatov, zaradi česar je mesto dobilo vzdevek mesto konzulov.
Generalni konzulati
- Bolgarija (od 2006)
- Grčija (od 2006)

Častni konzulati
- Albanija (od 2019)[22]
- Avstrija (od 2014)[23]
- Bosna in Hercegovina (od 2014)[24]
- Francija (od 1996)
- Madžarska (od 2012)[25]
- Črna gora (od 2008)
- Romunija (od 2007)
- Rusija (od 2001)
- Srbija (od 2007)
- Turčija (od 1998)
- Ukrajina (od 2011)[26]

Bivši konzulati
- Hrvaška (2006-2014)[27]
- Slovenija (2005-2014)[28]
- Združeno kraljestvo (2000-2014)[29]

Italija je tudi izrazila interes za odprtje konzulata v Bitoli.

## Demografija

### Etnične skupine
V osmanskih časih je Bitola imela precejšnjo aromunsko populacijo, večjo od slovanske in judovske. Leta 1901 je italijanski konzul v Osmanskem cesarstvu v Bitoli dejal, da je »nedvomno koutzo-vlaško [aromunsko] prebivalstvo v Bitoli najpomembnejše v tem mestu glede na število prebivalcev, družbeni položaj in pomen v trgovini«.
Po popisu iz leta 1948 je Bitola imela 30.761 prebivalcev. 77,2 % (ali 23.734 prebivalcev) je bilo Makedoncev, 11,5 % (ali 3543 prebivalcev) Turkov, 4,3 % (ali 1327 prebivalcev) Albancev, 3 % (ali 912 prebivalcev) Srbov in 1,3 % (ali 402 prebivalcev) Romunov.
Po popisu 2021 ima mesto Bitola 69.287 prebivalcev.

### Religija
Bitola je škofovsko mesto in sedež škofije Prespa-Pelagonija. V drugi svetovni vojni se je škofija imenovala Ohrid - Bitola. Z obnovitvijo avtokefalnosti Makedonske pravoslavne cerkve leta 1967 je dobila današnje ime Prespansko-Pelagonijska eparhija, ki pokriva naslednje regije in mesta: Bitola, Resen, Prilep, Kruševo in Demir Hisar.
Prvi škof škofije (1958 - 1979) je bil g. Kliment. Drugi in sedanji škof in upravitelj škofije, ki je škof od leta 1981, je g. Petar. Prespansko-pelagonska škofija ima približno 500 cerkva in samostanov. V zadnjih desetih letih je bilo v škofiji zgrajenih ali se gradi okoli 40 cerkva in 140 cerkvenih objektov. Škofija ima dva cerkvena muzeja - stolnico sv. Demetrija v Bitoli in v cerkvi Sv. Janeza v Kruševu ter stalno razstavo ikon in knjižnice v stavbi sedeža škofije. Sedež je bil zgrajen med letoma 1901 in 1902 in je primer baročne arhitekture. Poleg prevladujoče makedonske pravoslavne cerkve v Bitoli obstajajo tudi druge večje verske skupine, kot so islamska skupnost, rimskokatoliška cerkev in druge.
Bitolska katedrala Srca Jezusovega je sokatedrala rimskokatoliške škofije Skopje.

## Znamenitosti
Mesto ima veliko zgodovinskih stavb iz mnogih zgodovinskih obdobij. Najbolj opazne so iz osmanskega obdobja, nekaj pa jih je tudi iz bližnje preteklosti.

### Širok Sokak
Širok Sokak (makedonsko Широк Сокак, kar pomeni 'široka uličica', iz turške besede za 'ulico') je dolga ulica za pešce. Velja za središče Bitole. Začne se približno na Trgu Magnolije in konča v Mestnem parku. Krasijo ga neoklasicistične stavbe, ki vsebujejo trgovine, kavarne in restavracije. Širok Sokak je tudi dom več konzulatov.

### Stolpna ura
Ni znano, kdaj je bil zgrajen stolp z uro v Bitoli. Pisni viri iz 16. stoletja omenjajo stolp z uro, vendar ni jasno, ali gre za istega. Nekateri menijo, da je bil zgrajen sočasno s cerkvijo sv. Dimitrija, leta 1830. Legenda pravi, da so osmanske oblasti pobrale okoli 60.000 jajc iz bližnjih vasi in jih zmešale v malto, da so bili zidovi močnejši.
Stolp ima pravokotno osnovo in je visok približno 30 metrov. Pri vrhu je pravokotna terasa z železno ograjo. Na vsaki strani ograje je železna konzolna konstrukcija, ki drži svetilke za osvetljevanje ure. Ura je na najvišjem izmed treh nivojev. Prvotno uro so med drugo svetovno vojno zamenjali z delujočo, ki so jo dali nacisti, ker je mesto ohranilo nemške grobove iz prve svetovne vojne. Ogromen stolp je sestavljen iz sten, masivnih spiralnih stopnic, lesenih medetažnih konstrukcij, obeskov in kupole. Med gradnjo stolpa je bila fasada hkrati okrašena s preprosto kamnito plastiko.

### Cerkev sv. Demetrija
Cerkev svetega Dimitrija je bila zgrajena leta 1830 s prostovoljnimi prispevki domačih trgovcev in obrtnikov. Zunaj je preprosta, kot so morale biti vse cerkve v Osmanskem cesarstvu, vendar razkošno okrašena z lestenci, izrezljanim škofovskim prestolom in graviranim ikonostasom v notranjosti. Po nekaterih teorijah naj bi bil ikonostas delo graverjev Mijak. Njegova najbolj impresivna značilnost je lok nad cesarsko ložo z modeliranimi figurami Jezusa in apostolov.
Drugi predmeti iz graviranega lesa so škofovski prestol, izdelan v duhu mijaških graverjev, več okvirjev ikon in pet novejših stebrov v obliki prestolov. Freske izvirajo iz dveh obdobij: od konca 19. stoletja in od konca prve svetovne vojne do danes. Ikone in freske so nastale s prostovoljnimi prispevki lokalnih gospodarstvenikov in občanov. Avtorji mnogih ikon so imeli veliko znanja o ikonografskih shemah Nove zaveze. Ikone kažejo velik občutek za barve, prevladujejo rdeči, zeleni in oker odtenki. Opazna je obilica zlatega okrasja, ki kaže na prisotnost poznobizantinskega umetniškega in baročnega sloga. Ikona svetega Dimitrija je podpisana z začetnicama D. A. Z., kar kaže, da jo je izdelal ikonograf Dimitar Andonov zograf leta 1889. Obstaja veliko drugih predmetov, vključno s kelihi, ki so jih izdelali lokalni mojstri, darohranilka ruskega izvora in več slike prizorov iz Nove zaveze, ki so jih iz Jeruzalema prinesli romarji.
Uvodni prizori filma Mirovnik so bili posneti v cerkvi sv. Dimitrija v Bitoli, kot tudi nekaj prizorov Welcome to Sarajevo.

### Sostolnica Srca Jezusovega
Sostolnica Srca Jezusovega (makedonsko Црква Пресвето Срце Исусово) je sostolnica skopske škofije. Ustanovitev cerkve sega v 19. stoletje, s strani Vincencijcev, ki so si prizadevali širiti katoliško vero med pravoslavnim prebivalstvom Osmanskega cesarstva. Ustanovitelj cerkve je bil Juan Jose Lepavek, ki je leta 1857 kupil hotel, iz katerega se je razvila bodoča cerkev, dokončana leta 1870, a uničena v požaru leta 1900. Sedanja cerkev je iz leta 1909 in je v neogotskem slogu. Cerkveni stolp je bil zgrajen med letoma 1938 in 1940.

### Heraclea Lyncestis
Heraclea Lyncestis (makedonsko Хераклеа Линкестис) je bila pomembna antična naselbina od helenističnega obdobja do zgodnjega srednjega veka. Sredi 4. stoletja pred našim štetjem ga je ustanovil Filip II. Makedonski. Danes so njegove ruševine v južnem delu Bitole, 2 km od središča mesta.

### Pokriti bazar
Pokriti bazar (makedonsko: Безистен, Bezisten) ali bezistan v bližini mestnega središča je ena najimpresivnejših in najstarejših zgradb v Bitoli iz osmanskega obdobja. S številnimi kupolami, ki spominjajo na trdnjavo, z vejami podobnimi notranjimi ulicami in štirimi velikimi kovinskimi vrati je ena največjih pokritih tržnic v regiji.
V 15. stoletju jo je zgradil Kara Daut paša Uzuncarsili, tedanji rumelijski beglerbeg. Čeprav se bazar zdi varen, so ga oropali in zažgali, vendar mu je uspelo preživeti. Bezisaen iz 15. do 19. stoletja je bil prezidan in v njem je bilo veliko trgovin, ki so se skozi čas pogosto spreminjale. Večinoma so prodajali tekstil in druge luksuzne tkanine. Hkrati je bil Bezistan zakladnica, kjer so v posebej narejenih majhnih prostorih hranili denar iz celotnega rumelijskega eyaleta, preden so ga prenesli v kraljevo zakladnico. V 19. stoletju je bilo v Bezistanu 84 trgovin. Danes jih je večina sodobnih in prodajajo različne vrste izdelkov, kljub notranjim prenovam pa je zunanji videz zgradbe ostal nespremenjen

### Mošeja kadija Gazi Hajdarja
Mošeja Gazi Hajdar Kadi je eden najprivlačnejših spomenikov islamske arhitekture v Bitoli. Zgrajena je bila v začetku 1560-ih, kot projekt arhitekta Mimar Sinana, po naročilu bitolskega kadija Hajdarja. Sčasoma je bila opuščena in močno poškodovana ter na neki točki uporabljena kot opazovalnica, vendar je nedavna obnova in konzervacija do neke mere povrnila prvotni videz.

### Nova mošeja
Mošeja je v središču mesta. Ima kvadratno osnovo, na vrhu pa je kupola. V bližini mošeje je minaret, visok 40 m. Danes so v prostorih mošeje stalne in občasne umetniške razstave. Nedavna arheološka izkopavanja so pokazala, da je bila zgrajena na stari cerkvi.

### Mošeja Išak Čelebi
Mošeja Išaka Čelebija je dediščina kadija Išaka Čelebija. Na njenem prostranem dvorišču je več grobnic, privlačnih zaradi mehkih, oblikovanih oblik sarkofagov.

### Stari bazar
Stari bazar (makedonsko Стара Чаршија) je omenjen v opisu mesta iz 16. in 17. stoletja. Sedanji bezistan se po videzu ne razlikuje veliko od prvotnega. Bezistan je imel šestinosemdeset trgovin in štiri velika železna vrata. V trgovinah so včasih prodajali tekstil, danes pa živila.

### Kopališče Deboj
Kopališče Deboj je turška kopel (hamam). Kdaj natančno je bila zgrajena, ni znano. V nekem trenutku je bila močno poškodovana, po popravilih pa je dobila prvotno podobo: fasado z dvema velikima kupolama in več manjšimi.

## Pobratena mesta
Bitola je pobratena z:
- Épinal, Francija, od 1976
- Kranj, Slovenija, od 1976
- Požarevac, Srbija, od 1976
- Trelleborg, Švedska, od 1981
- Rockdale, Avstralija, od 1985
- Bursa, Turčija, do 1995
- občina Pleven, Bolgarija, od 1999
- Puškin, Sankt Peterburg, Rusija, od 2005
- Kremenčuk, Ukrajina, od 2006
- Stari Grad (Beograd), Srbija, od 2006
- Veliko Tarnovo, Bolgarija, od 2006
- Nižni Novgorod, Rusija, od 2008
- Reka, Hrvaška, od 2011
- Ningbo, Kitajska, od 2014
- Cetinje, Črna gora, od 2020 [34]